# 蓮華寺 (鴨川市)
蓮華寺（れんげじ）は、千葉県鴨川市花房にある日蓮宗の寺院。山号は常経山。真言宗智山派の寺院であったが廃寺となり、のちに日蓮宗が寺院を建立した。日蓮宗宗門史跡。疵洗井戸が残る。

## 歴史
文永元年（1264年）小松原法難で負傷した立正大師日蓮を治療した地。この時見舞いに来た師の道善房へ法華経に帰依するよう諫言した。布教拠点でもあった。現在の本堂は昭和56年（1981年）再建されたもの。

## 参考資料
- 日蓮宗寺院大鑑編集委員会『宗祖第七百遠忌記念出版 日蓮宗寺院大鑑』大本山池上本門寺 (1981年)
- 市川智康『日蓮聖人の歩まれた道』水書房
- 日蓮宗新聞2014年12月10日付

## 周辺の小松原法難関連寺院
- 鏡忍寺 小松原法難の場所。
- 日蓮寺 綿帽子の祖師を祀る霊跡。
- 日澄寺 工藤吉隆の館跡。
- 妙蓮寺 両親閣。日蓮の両親を祀る。

座標: 北緯35度7分36.4秒 東経140度5分23.5秒 / 北緯35.126778度 東経140.089861度